# Saridacma ilyopis
Saridacma ilyopis är en fjärilsart som beskrevs av Edward Meyrick 1930. Saridacma ilyopis ingår i släktet Saridacma och familjen Copromorphidae. Inga underarter finns listade i Catalogue of Life.